# Erl (Tirol)
Erl település Ausztriában, Tirolban a Kufsteini járásban található. Területe 27 km², lakosainak száma 1452 fő, népsűrűsége 54 fő/km² (2014. január 1-jén). A település 476 méter tengerszint feletti magasságban helyezkedik el.

## Fordítás
- Ez a szócikk részben vagy egészben  az   Erl című angol Wikipédia-szócikk ezen változatának fordításán alapul.  Az eredeti cikk szerkesztőit annak laptörténete sorolja fel. Ez a jelzés csupán a megfogalmazás eredetét és a szerzői jogokat jelzi, nem szolgál a cikkben szereplő információk forrásmegjelöléseként.